# Generation Swine
Generation Swine ist das siebte Studioalbum der amerikanischen Glam-Metal-Band Mötley Crüe. Es erschien am 24. Juni 1997 bei Elektra Records.

## Geschichte
Als die Band 1989 auf dem absoluten Zenith ihrer Karriere angekommen war, folgte ein Rückschlag nach dem anderen. 1992 trennten sich die Wege der Band, die mit der Disziplinlosigkeit ihres Sängers unzufrieden war, und Vince Neil. Als Nachfolger wurde John Corabi bestimmt, der über eine rauere und organischere Gesangsstimme verfügte. Doch das Album Mötley Crüe, mit dem die Glam-Metal-Band den Versuch unternahm, sich dem seit der Grunge- und Alternative-Rock-Welle angesagten Sound anzupassen, floppte völlig. Da nun schon viele Jahre vergangen waren, verschwand die Band immer weiter von der Bildfläche der Musikwelt. Noch immer erzürnt über den Flop des Albums, feuerte Mötley Crüe einige Mitarbeiter, darunter Manager Doug Thaler und Produzent Bob Rock. Bei einem Treffen mit Vorstandsmitglied Doug Morris von Warner Bros. wurde der Band vorgeschlagen, Corabi loszuwerden und sich wieder mit Neil zu vereinigen. Der Band gefiel dieser Vorschlag vorerst nicht. So begannen die ersten Tonaufnahmen, die in den privaten Villen von Tommy Lee und Nikki Sixx stattfanden, mit John Corabi als Gitarrist und Sänger und Toningenieur Scott Humphrey, der früher an der Seite von Bob Rock arbeitete, als neuem Produzenten, der während der Aufnahmen mit Mötley Crüe intensiv einen Computer mit der Software Pro Tools benutzte. Es war das erste Mal, dass Humphrey das Album einer Band produzieren durfte. Nach einiger Zeit reifte in der Band allerdings der Gedanke, dass die Idee mit Vince Neil nicht so schlecht war. So feuerten sie Corabi Mitte September 1996 und baten Neil, zur Band zurückzukehren. Dieser war sich nicht sicher, da sich seine Solo-CDs gut verkauften und er zu der Zeit private Probleme wie den Krebstod seiner Tochter bewältigen musste; letztlich entschloss er sich aber, das Angebot anzunehmen. Zu diesem Zeitpunkt waren die meisten Songs schon geschrieben. Kurzerhand löschte die Band die von John Corabi eingesungenen Spuren, damit Vince Neil den Gesang neu einsingen konnte. Nachdem John Corabi als Sänger freigestellt worden war, riefen wenige Tage später Nikki Sixx und Tommy Lee per Telefon bei ihm an, ob Corabi zumindest einige Gitarren-Spuren für das Album einspielen könnte, da Mick Mars ihren musikalischen Vorstellungen nicht entsprach. Als John Corabi im Tonstudio die gewünschten Parts an der Gitarre aufnahm und Mick Mars dazukam, der in diese Angelegenheit nicht eingeweiht worden war, schäumte Mars vor Wut bezogen auf diesen Vertrauensbruch. Zusätzlich kam es zwischen Gitarrist Mick Mars und Produzent Scott Humphrey vermehrt zu Konflikten, so dass Mars beinahe John Corabi, der zeitweise im Gästehaus seines Anwesens lebte, gefolgt wäre und Mötley Crüe verlassen hätte. In der Mötley-Crüe-Autobiographie The Dirt schildern Mick Mars und Scott Humphrey in zwei unterschiedlichen Kapiteln, wie sie sich selbst an diesen Meinungsstreit erinnern, aus dem jeweils persönlichen Blickwinkel, mit gegenläufigen Ansichten.
Der Song Brandon handelt von der Geburt des ersten Sohns Brandon Thomas Lee von Schlagzeuger Tommy Lee, den seine damalige Ehefrau, Schauspielerin und Playboy-Model Pamela Anderson, am 6. Mai 1996 um 3:02 Uhr zur Welt brachte. Tommy Lee komponierte das Stück an einem Klavier.
Am 27. Januar 1997 trat die wiedervereinte Stammbesetzung anlässlich der American Music Awards mit der Neuinterpretation ihres Klassikers Shout at the Devil auf, der sich auf dem Album Generation Swine mit der Betitelung Shout at the Devil 97 befindet. Das Album Generation Swine erschien am 26. Mai 1997 in Japan, am 13. Juni in Europa und am 24. Juni in den USA, wo es mit Platz 4 der Billboard-200-Charts gleich seine Höchstnotierung erreichte. Ende August erlangte es Goldstatus. Die Single Afraid wurde unter dem Qualitätsgesichtspunkt nicht von allen Radiostationen für sendetauglich befunden. Auch deshalb ebbten nach dem ersten Kaufansturm der alten Fans die weiteren Verkäufe rasant ab. An vergangene Erfolge konnte es somit nicht anknüpfen.
Nach Einschätzung von Produzent Scott Humphrey scheiterte das Album kommerziell, weil die Songs darauf nicht homogen genug geraten waren. Während der Aufnahme sei täglich ein neuer künstlerischer Richtungsstreit entbrannt: An einem Tag wollte Bassist Nikki Sixx einen Sound wie Nine Inch Nails, deren Bandchef Trent Reznor Mitte der 1990er Jahre großen Einfluss auf die Entwicklung der Rockszene hatte, am anderen Tag bezog Sixx einen Klang wie U2 auf deren Album Zooropa in die soundästhetischen Überlegungen mit ein. Ferner debattierten Sixx und Humphrey ständig über die Songtexte aus der Feder von Nikki Sixx, der sich nicht gerne in seine lyrische Arbeit reinreden ließ. Zum Beispiel nahm Humphrey in dem balladesken Song Glitter an der Zeile Let's make a baby inside of you Anstoß, Sixx dagegen habe diesen Satz für seinen persönlichen Geniestreich gehalten.

## Cover, Stil und Texte
Das Cover zeigt die Mitglieder der Band mit Schweinemasken vor einer amerikanischen Flagge. Ein Mitglied hält seine Maske absichtlich verkehrt herum. Für den südostasiatischen Markt mussten jedoch Cover sowie Titel aus religiösen Gründen geändert werden. Deshalb ist auf der Asien-Ausgabe ein Bandfoto abgebildet und es heißt dort Generation Slime. Der Titel Generation Swine war gar nicht geplant gewesen. Gemeinsam mit Corabi war Personality No. 9 als Arbeitstitel für das Album festgelegt worden, später schlug Neil dann den Buchtitel Generation Swine von Hunter S. Thompson als endgültigen Titel der Platte vor.
Dieses Album ist experimenteller als die anderen Alben. Es hat viele Synthesizer und Keyboards statt des sonstigen Gitarrensounds. Auf zusätzliche Background-Sänger wurde verzichtet, laut Lee sollte alles durch die eigenen Stimmen interpretiert werden.

## Kritik und Folgen
Das Album kam in so ziemlich allen Kritiken schlecht weg. Der Rolling Stone gab dem Album zwei von fünf Sternen. Für Hanno Kress vom Magazin  Rock Hard gaben Belang- und Emotionslosigkeit den Ausschlag, es mit drei von zehn möglichen Punkten zu bewerten. Seine Redaktionskollegen waren zwar weniger zurückhaltend, es reichte aber in der Vergleichstabelle aller Juni-Neuerscheinungen nur zu Platz 45. In den Lesercharts (wie in den offiziellen Albumcharts) tauchte Generation Swine erst gar nicht auf. US-Chartplatz vier sorgte nicht dafür, dass die Crüe sich von dem Leerlauf der letzten Jahre erholte.
Neil selbst bezeichnete das Album vor der Veröffentlichung von Saints of Los Angeles als „schrecklich“ und bemängelte daran, das „zu viele Experimentieren“.
Nach der Veröffentlichung ging Tommy Lee, um solo weiterzumachen. Somit war es bis 2008 das letzte Crüe-Album in Originalbesetzung.
Nach einem Album ohne Originalbesetzung 2000 mit dem Titel New Tattoo löste sich die Band inoffiziell auf und alle Mitglieder gingen vorerst eigene Wege.

## Tracks
1. Find Myself (Nikki Sixx, Mick Mars, Tommy Lee) – 2:51
2. Afraid (Sixx) – 4:07
3. Flush (Sixx, Lee, John Corabi) – 5:03
4. Generation Swine (Sixx, Lee) – 4:39
5. Confessions (Lee, Mars, Corabi) – 4:21
6. Beauty (Sixx, Lee, Scott Humphrey) – 3:47
7. Glitter (Sixx, Humphrey, Bryan Adams) – 5:40
8. Anybody Out There? (Lee, Sixx) – 1:50
9. Let Us Prey (Sixx, Corabi) – 4:22
10. Rocketship (Sixx) – 2:05
11. A Rat Like Me (Sixx) – 4:13
12. Shout at the Devil '97 (Sixx) – 3:43
13. Brandon (Lee) – 3:25